# Orcéine
Pour les articles homonymes, voir orseille et E121 (homonymie).
L'orcéine (C28H24N2O7) est un colorant alimentaire rouge également connu sous le numéro E182. Il est extrait de certains lichens nommés orseilles, ou synthétisé chimiquement. Il est considéré comme dangereux et interdit en France ainsi que dans la CEE depuis le 1er janvier 1977 en raison de propriétés allergènes
.
L'orcéine est utilisé en histologie pour mettre en évidence les fibres élastiques matures.

## Galerie

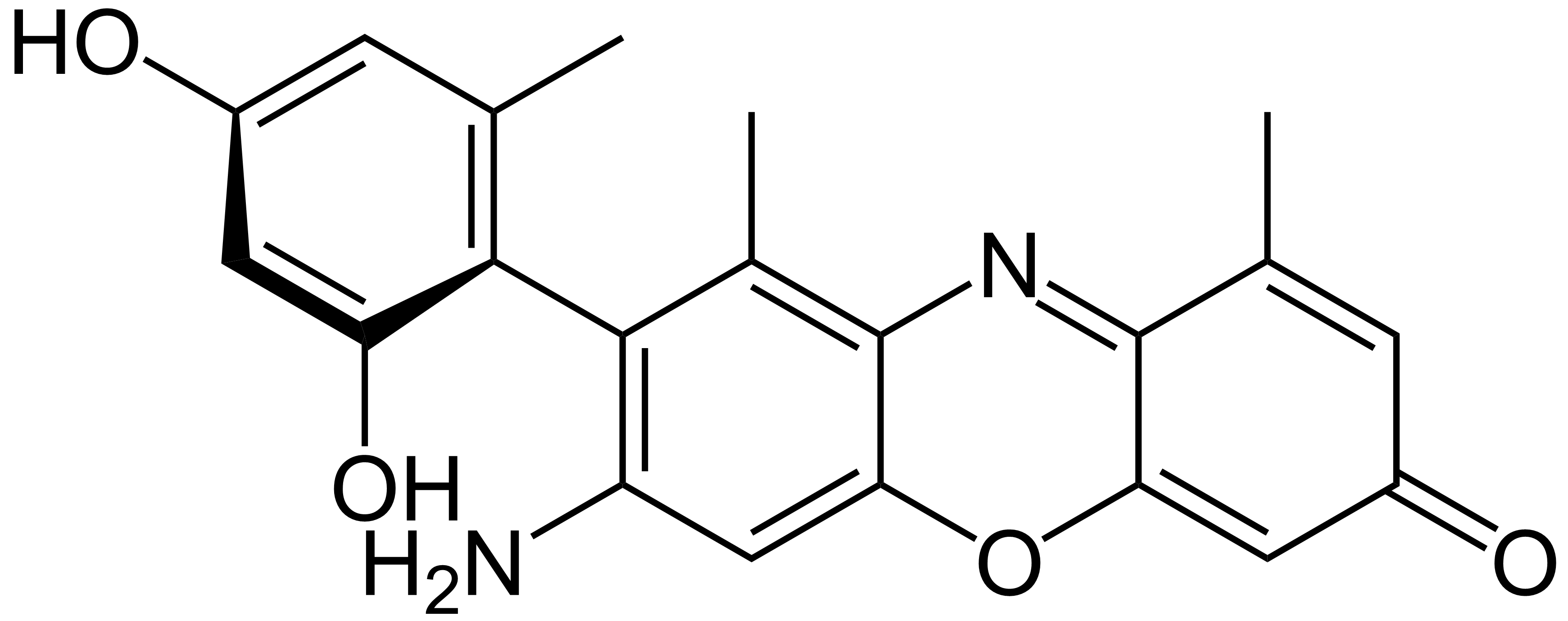
α-amino orcéine
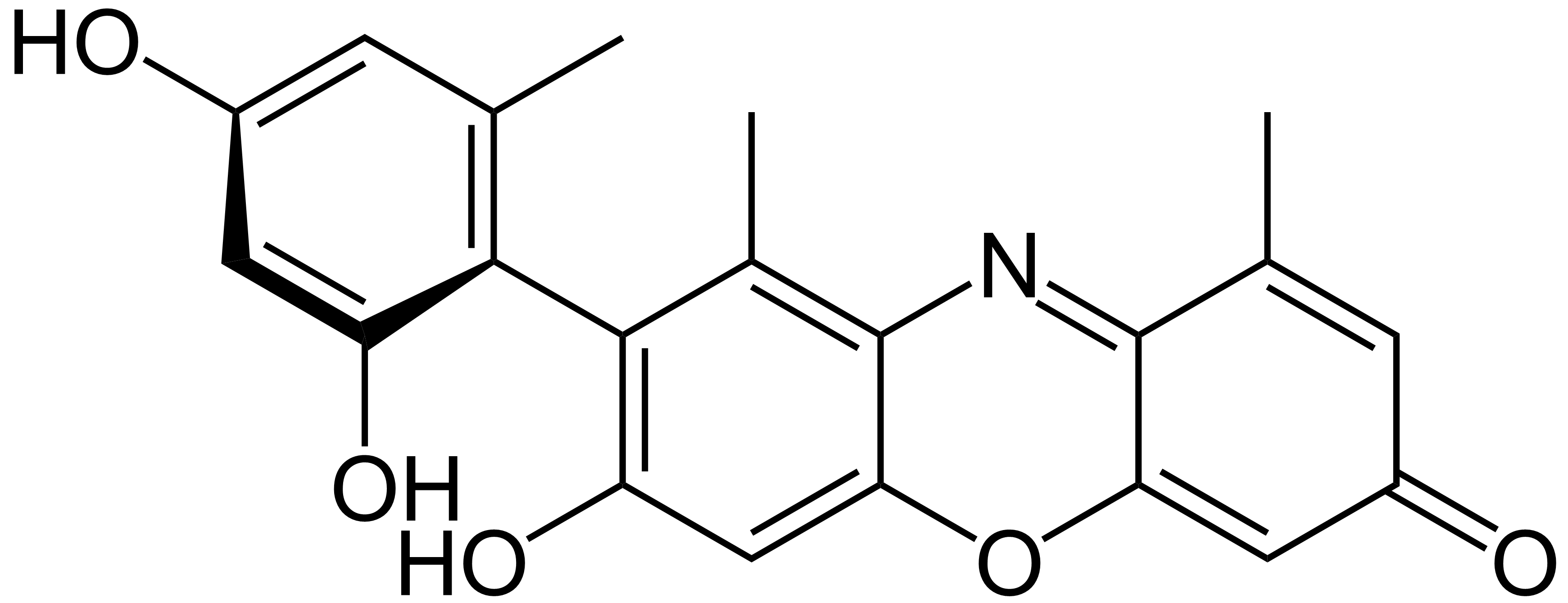
α-hydroxy orcéine
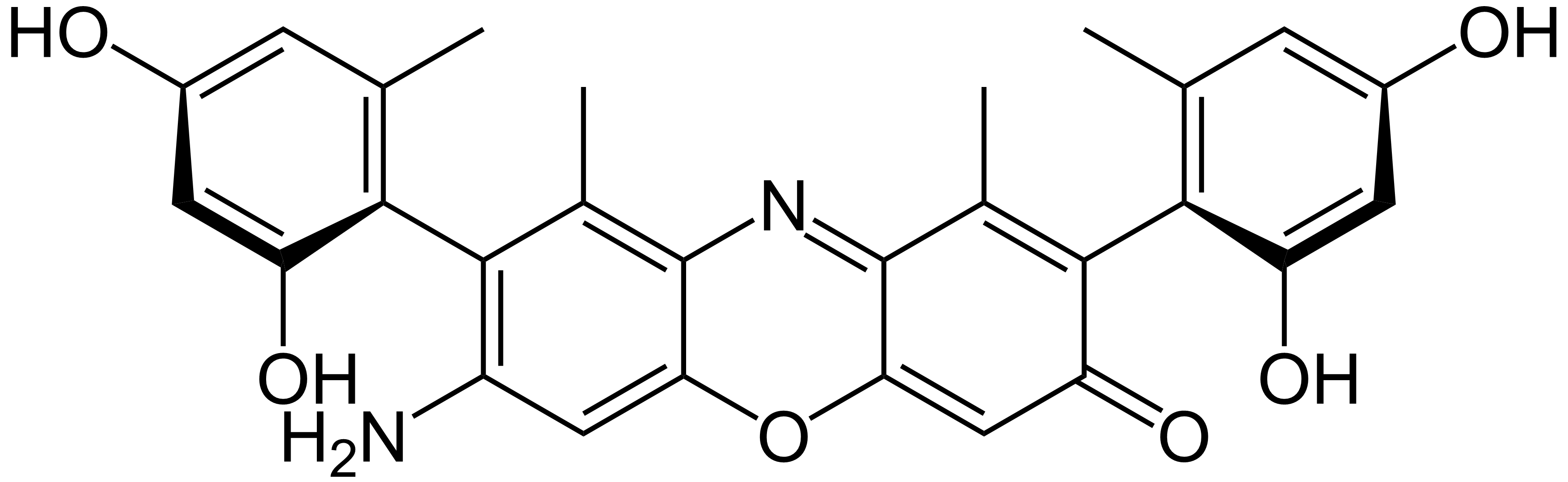
β-amino orcéine
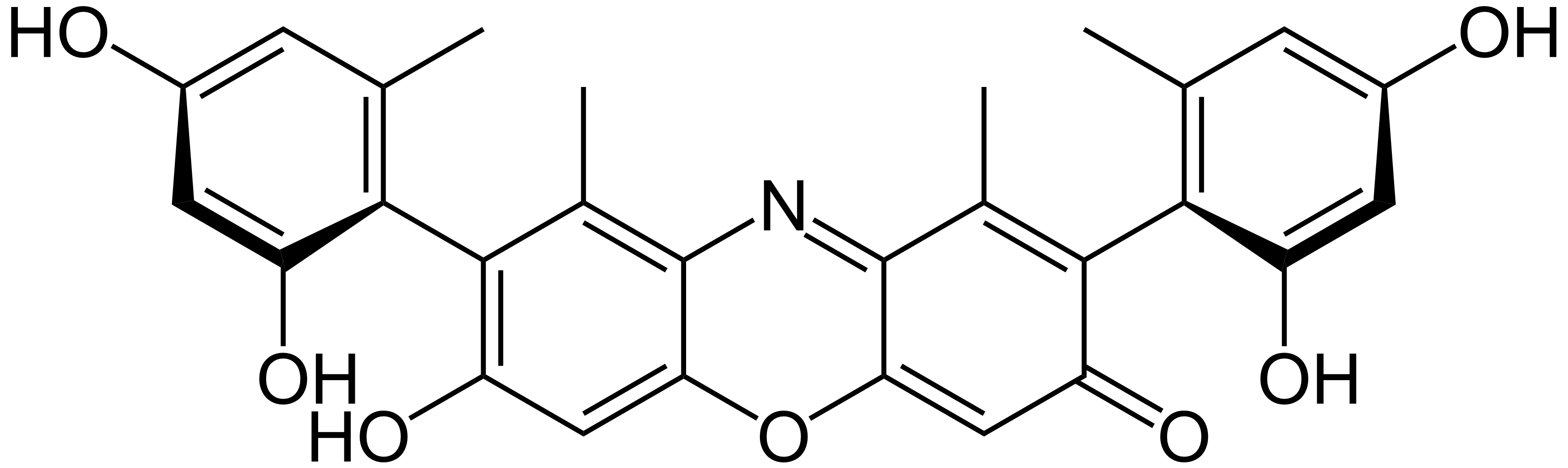
β-hydroxy orcéine
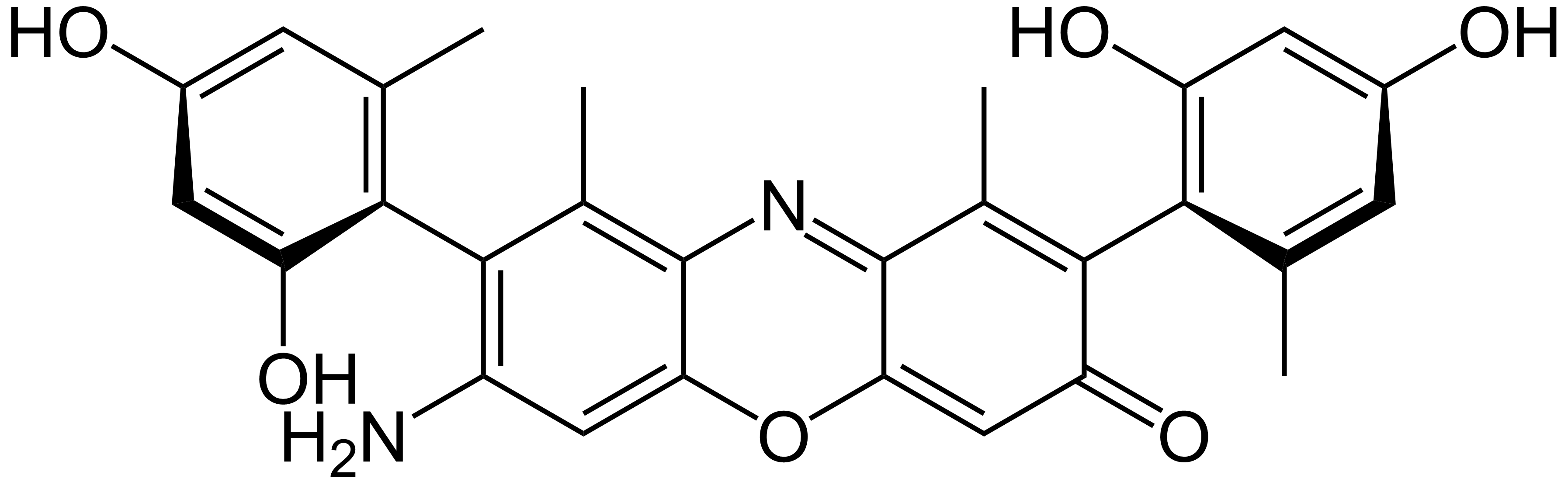
γ-amino orcéine
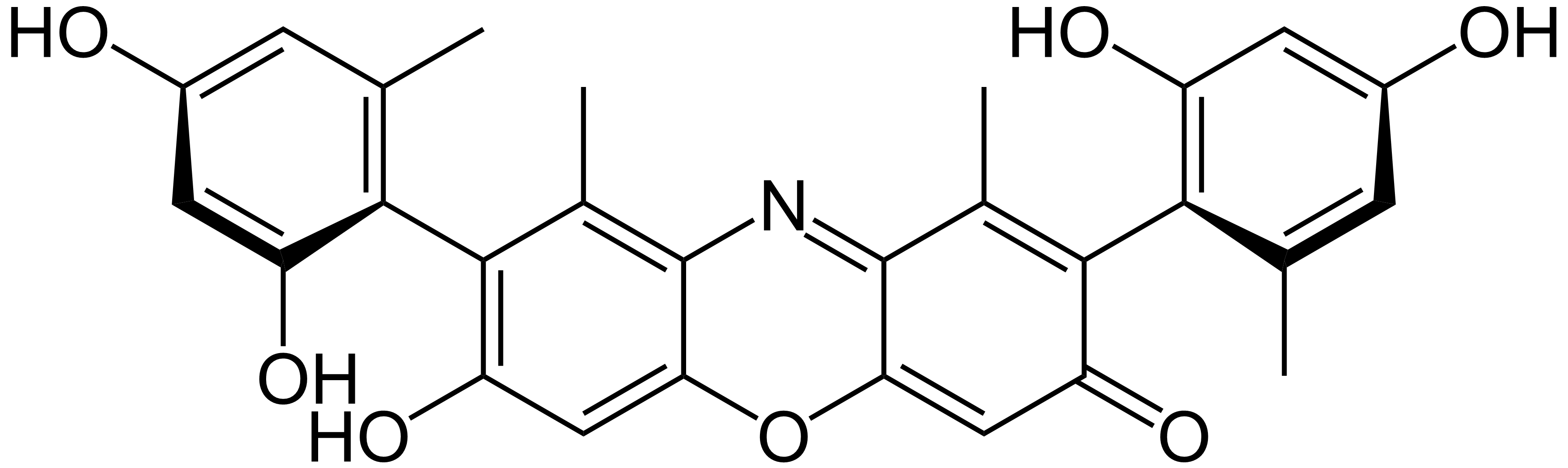
γ-hydroxy orcéine